# Elisabeth Katharina Smiřická von Smiřice
Elisabeth Katharina Smiřická von Smiřice (tschechisch Eliška Kateřina Smiřická ze Smiřic; * 1590; † 1. Februar 1620 in Jičín) war eine böhmische Adlige. Sie entstammte dem Geschlecht der Smiřický von Smiřice, das zu Beginn des 17. Jahrhunderts zu den reichsten Familien Böhmens gehörte.

## Leben
Elisabeths Eltern waren Sigmund (Zikmund) Smiřický († 1608) und Hedwig von Hasenburg (Hedvika z Házmburku; † 1610), die auf dem Schloss in Schwarzkosteletz residierten. Als Jugendliche soll Elisabeth eine Liebesbeziehung zu einem ihrer Untertanen eingegangen sein, nach volkstümlicher Überlieferung zu einem Schäfer oder einem Schmied. Ihre Eltern stellten sie deswegen ab 1608 auf den Burgen Hrubá Skála und Kumburk unter Hausarrest.
Als ihr Bruder Albrecht Jan im Jahr 1618 kinderlos starb, hatte Elisabeth Anspruch auf einen Teil des Familienvermögens. Da sie sich jedoch in Haft befand, übernahm ihre jüngere Schwester Margareta Salomena (Markéta Salomena), verheiratete Slawata, zusammen mit der Vormundschaft über ihren älteren, geistesschwachen Bruder Heinrich Georg (Jindřich Jiří) das gesamte Erbe. Der älteste Bruder Jaroslaw war bereits 1611 verstorben. Elisabeth wurde 1619 von Otto Heinrich von Wartenberg († 1625) aus der Haft befreit, zur Ehefrau genommen und unter dem Schutz seiner Soldaten in das Schloss der nordböhmischen Stadt Jičín gebracht. Dort soll sie ihrer Schwester Vorschläge über eine gütliche Teilung des Vermögens unterbreitet haben, die jedoch erfolglos waren.
Margareta Salomena war nicht bereit, auf einen Teil des Familienerbes zu verzichten. Elisabeth wandte sich an König Friedrich, der ihrem Wunsch recht gab. Er berief Otto von Wartenberg nach Prag, nahm ihn in Haft und sandte eine Kommission nach Jičín, die alle Vermögenswerte inventarisieren und eine Einigung zwischen den Schwestern herbeiführen sollte. Nach einem Streit mit Margareta Salomena ließ Elisabeth während der Inventur am 1. Februar 1620 die Pferde anspannen, weil sie vermutlich auf ein anderes Familienschloss flüchten wollte. Das wurde ihr jedoch von ihrem Schwager Heinrich (Jindřich) Slawata verwehrt, der die Pferde nicht herausgeben wollte. Deshalb kehrte Elisabeth in ihre Wohnräume zurück, wohin sie die Söldner, die ihrem Ehemann geschworen hatten, lockte. Am selben Tag kam es zwischen fünf und sechs Uhr abends im Jičíner Schloss zu einer Schießpulver-Explosion, die 41 Todesopfer und 24 Verletzte forderte und das Schloss zum großen Teil zerstörte. Elisabeth, Margaretas Ehemann Heinrich Slawata, der Ständepolitiker Rudolf von Stubenberg und die meisten Mitglieder der Kommission kamen ums Leben. Die Ursache wurde nie eindeutig geklärt. In zeitgenössischen, aber auch in neueren Berichten wird Elisabeth die Schuld zugeschrieben. Sie oder die Söldner sollen mit einer Fackel in die Kellergewölbe gestiegen sein, in denen sich das Pulverlager befand, das in Brand geriet.
Nach der Schlacht am Weißen Berg 1620 musste Margareta Salomena das Land verlassen; ihr Besitz wurde vom böhmischen Landesherrn Ferdinand II. konfisziert. Gegen die Enteignung protestierte Albrecht von Waldstein, dessen Mutter eine geborene Smiřický aus der Náchoder Linie war. Er hatte sich erfolgreich um die Vormundschaft für den nicht geschäftsfähigen Heinrich Georg Smiřický bemüht und argumentierte, dass dieser wegen seines Geisteszustandes in keiner Weise am Ständeaufstand von 1618 beteiligt gewesen sein konnte. Dadurch gelang es Waldstein, etwa die Hälfte der Smiřický-Besitzungen in seine Hand zu bringen.
Elisabeths Lebensgeschichte wurde in der Folgezeit zu einem populären Bänkelsängerlied (Znám já jeden krásný zámek / Ich kenne ein schönes Schloss) verarbeitet.